# Promeces masai
Promeces masai là một loài bọ cánh cứng trong họ Cerambycidae.